# گرگوز اویغوری
گرگوز اویغوری  یکی از چهار حکمران و کارگزار امپراتوری مغول در فاصلهٔ کشته شدن جلال الدین خوارزمشاه تا فرمانروایی هلاکو خان در ایران بود. گرگوز قبل از حاکم شدن یکی از دبیران جوجی پسر چنگیز و یکی از امرای جنتمور نخستین کارگزار مغول در ایران بود. بعد از مرگ نوسال از سال ۶۳۷ تا ۶۴۱ ه.ق حاکم ممالک تسخیر شده از رود جیحون تا حدود فارس و گرجستان و موصل و بلاد روم شد.
جنتمور حدود سال ۶۳۳ ه. ق . وی را برای ارائه گزارش حوزه  حکومتی خود نزد اوکتای قاآن فرستاد و بهاءالدین محمد جوینی (پدر تاریخ‌دان مشهور عطاملک جوینی) صاحب دیوان را همراه او کرد. گرگوز اصالتا اویغور و یکی از دبیران جوجی پسر چنگیز خان بوده که بمناسبت اطلاع بر خط و زبان اویغوری و آداب کتاب و بلاغت در نزد او محترم می‌زیسته موقعی که جنتمور به حکومت خوارزم منصوب شد گرگوز نیز با او همراه شد و چون روزبروز از او آثار کفایت و حسن خدمت به ظهور می‌رسید، جنتمور او را به حاجبی و نیابت خود برگزید.
در تاریخ جهانگشای بر تجدید بنای توس در بیست سال بعد از حملهٔ سپاهیان چنگیز به آن شهر اشاره شده‌است. گرگوز اویغوری در سال‌های ۶۳۷ تا ۶۴۱ هجری قمری حکومت توس را بدست آورد و این شهر را مقر حکمرانی خود قرار داد و به آبادی و تجدید بنای آن همت گماشت. پس از کشته شدن گرگوز در سال ۶۴۱ هَ . ق حکمرانی ممالک و نواحی‌ای که در تصرف وی بود از طرف توراکینا خاتون به امیر ارغون رئیس طایفهٔ جانی قربانی واگذار شد.
از سال ۶۱۸ تا سال ۶۵۴ ه ق وضع حکومت ایران و ادارهٔ آن در تحت استیلای مغول به این شکل بود که خانان مغول یک نفر را مستقیماً از مغولستان به عنوان حاکم جهت ادارهٔ این مملکت و سرداری قشون مقیم آن می‌فرستادند و این قبیل حکام به دستیاری عمال و دبیران ایرانی به جمع مالیات و اداره امور کشوری و دفع مخالفین قیام می‌کردند. در این دوره حکومت برعهدهٔ چهار نفر به شرح زیر بود:
1. حکومت جنتمور (۶۳۳–۶۳۰): بعد از فتح خوارزم جوجی فاتح این بلاد حکومت این قسمت را به جنتمور که در آن زمان سردار لشکر بود واگذاشت سپس در سال ۶۳۰ ه ق اوگتای خان نیز حکومت خراسان و مازندران را رسماً به اسم جنتمور صادر نمود.
2. حکومت نوسال (۶۳۷–۶۳۳):بعد از مرگ جنتمور به امر اوگتای قاآن جانشین او شد و بر همان نواحی خوارزم و خراسان و مازندران حکومت می‌کرد.
3. حکومت گرگوز اویغوری (۶۴۱–۶۳۷)
4. حکومت امیرارغون (۶۵۴–۶۴۱) بعد از کشته شدن گرگوز جانشین او شد و در حدود سیزده سال بر ایران حکومت کرد.[۴]